# Signalétique
La signalétique est la science de la signalisation. Elle est fondée sur une sémantique iconique et/ou langagière, c'est-à-dire utilisant des signes (chiffres, pictogrammes, logos, couleurs symboliques...) et/ou des mots.
Par extension, la signalétique désigne l'ensemble des éléments d'une signalisation.

## Objectifs
Elle est apposée sur des murs, au sol ou sur des panneaux pour informer, guider et faciliter l'orientation et les déplacements dans l'espace public (réseaux routiers notamment, villes...) ou des lieux semi-public (hôpitaux, centres commerciaux, musées,, bibliothèques,, etc.).
Parfois bilingue ou multilingue, elle concerne des représentations et indications spatiales, temporelles ou d'objets, de propriétés d'objets ou de lieux (dont localisation et chemins d'accès), elle formule des autorisations, recommandations ou interdictions d'actions concernant des lieux, tâches, cheminements, situations ou objets, temporaires ou permanentes
Une signalétique classique ou nouvelle est déclinée dans l'espace dit virtuel que constitue l'Internet (et ce qui a été dénommé autoroutes de l'information).
La signalétique peut se catégoriser en familles de formes, cibles ou supports d'information, avec par exemple selon les domaines d'application :

## Typologie

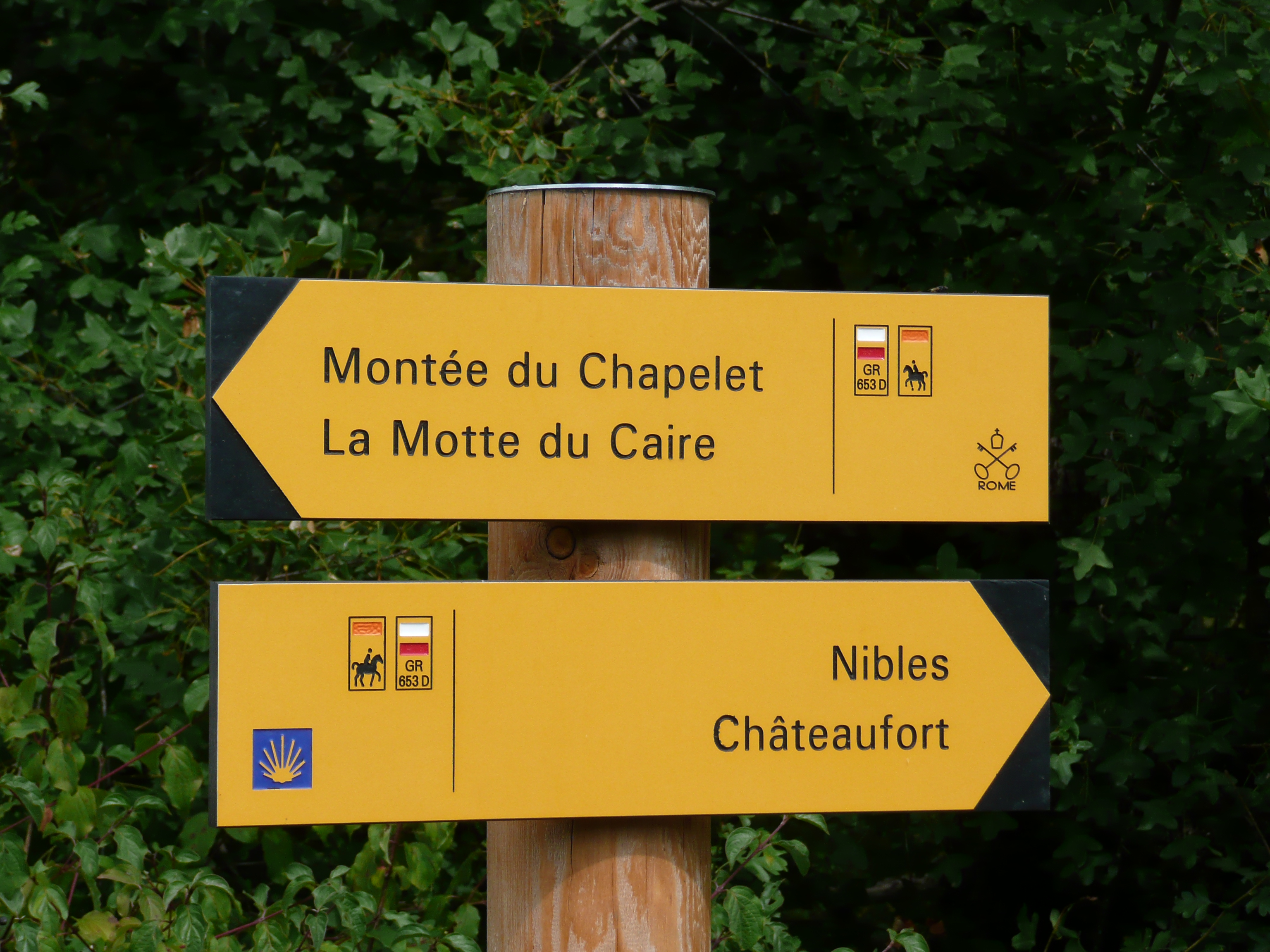
Exemple de signalétique directionnelle et thématique

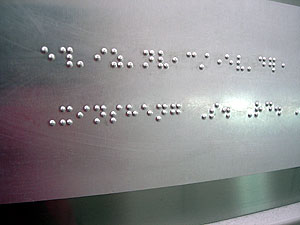
Exemple de signalétique urbaine en Braille

### Matérielle
- La signalétique enveloppe les prestations allant de la simple plaque de porte, à la fabrication de Totem (exemple : signalétique communale, etc.). À ne pas confondre avec les enseignes qui représentent un domaine complètement différent
- Les enseignistes réalisent de la signalétique propre aux points de vente. L'objectif est de créer des éléments permettant à des commerces ou autres d'indiquer leurs noms de marque ou le rôle qu'ils remplissent, en particulier sous forme d'enseignes.
- La signalétique directionnelle est utilisée sur des zones hors signalisation routière. Les plus courantes sont la signalétique des zones d'activités (mais également la signalétique commerçante, de village, etc.) La signalétique est également présente lors des randonnées en montagne pour guider et orienter le promeneur: on retrouve le plus souvent des directions gravées sur une plaque de stratifié compact montée sur un poteau de bois. Cette signalétique « nature » est souvent normalisée selon l'autorité de gestion du sentier de randonnée. Depuis la fin du XXe siècle des panneaux directionnels à messages variables existent afin de mieux gérer les flux de circulation en cas d'accident ou d'embouteillage ou de travaux par exemple.
- La signalétique thématique/ludique a par exemple pour but d'informer un promeneur sur ce qu'il peut voir lors de sa randonnée. Les thèmes sont variés comme la faune et la flore, le patrimoine, etc. Pour agrémenter le sentier de découverte, il n'est pas rare de trouver du mobilier signalétique qui propose un éveil par le jeu à l'environnement immédiat.
- La table d'orientation est en général située sur un belvédère ou un point de vue remarquable. Elle offre une lecture du paysage, avec par exemple, les noms des sommets alentour ou les noms des communes.
- La signalétique intérieure guide les personnes dans un établissement recevant du public et elle est souvent dans ce cas obligatoire. Elle peut inclure les notifications en braille.
- La signalétique extérieure de pédagogie à l'environnement que l'on trouve notamment dans les sites classés et les aires naturelles protégées, destinée à faciliter l'interprétation du paysage et du patrimoine[10] et de l'espace[11] et la découverte de la faune, flore, fonge ainsi que des écosystèmes ou services écosystémiques.
- La signalétique embarquée grâce au GPS et à la connexion ubiquiste au Web, une nouvelle signalétique est apparue, utilisant  des icônes, textes alphanumériques ou vocaux, et parfois capable de s'adapter "en temps réel" aux changements de circulation ou d'itinéraire.
- Les guides, plans (ex : lignes de bus/métro[12]) notices et autres aides en lignes utilisent aussi des codes signalétiques.

### Immatérielle
La signalétique peut avertir le public d’une disposition souhaitable (signalétique d’invitation ou d'obligation) ou non souhaitable (signalétique de protection, de dissuasion ou d’interdiction). Les domaines de la signalétique routière et urbaine permettent d’illustrer simplement ces 4 cas :
- la signalétique d’invitation, permettant de signaler l’existence ; « I », d’un bureau d’information ; « P », d’emplacements de stationnements (« Parking »), etc. ;
- la signalétique d’obligation, tel que respect d'une vitesse minimum obligatoire ;
- la signalétique de dissuasion (avertissement, au sens négatif), permettant de signaler l’existence d’une anomalie : voie sans issue, chaussée déformée, etc. ;
- la signalétique d’interdiction, dits de prescription absolue, constitués d’un cercle rouge : interdiction de dépasser un véhicule, de dépasser une certaine vitesse, etc.

## Signalétique et normalisation
La signalétique est en partie normalisée dans le cadre de la loi ou de directives européennes. 
Pour l'autre partie, elle obéit plus ou moins à des recommandations ou chartes, mais reste très ouverte à la créativité en fonction de son objectif.
Ce domaine d'activité fait appel à de nombreux corps de métier comme des peintres en lettres, des infographistes, des graphistes, des illustrateurs, des designers, des artistes peintres, etc.

## Autres sens
Le mot signalétique est parfois utilisé dans un sens général au sens de "signalement" (par exemple la médaille de sauvetage est présentée par F Caille comme « signalétique officielle du mérite moral au XIXe siècle ».

## Matériaux utilisés dans la signalétique
De nombreux supports peuvent être utilisés dans la signalétique. 
Certains panneaux sont destinés à être bien vus dans le noir (matériaux réfléchissant la lumière ou en émettant)

## Évolutions tendances
Au XXe siècle, peu à peu une normalisation et harmonisation internationale de la signalétique et des normes d'accessibilité s'opèrent.
En France l'Afnor a publié en 2014 un premier document normatif sur la signalétique adaptée à tous les handicaps en essayant de tenir compte des « handicaps visuel, auditif, moteur, psychique, mais aussi femmes enceintes, personnes âgées, à forte corpulence, de petite taille ou illettrées ou ne maîtrisant pas la langue française ».
Avec l'apparition du Web 2.0, des systèmes embarqués de navigation prennent de l'importance et rendent moins nécessaire l'utilisation de panneaux classiques.

## Panneaux de promotion de lieux touristiques et propriété intellectuelle
Lorsqu'il s'agit de « signalétiques » sur des sites publics, avec accès libre et gratuit, ces informations sur les parcours à respecter sont reprises dans tous les dépliants, journaux, sites internet des collectivités territoriales, offices de tourisme, Inventaire National du Patrimoine Naturel... et sont destinées à assurer la promotion des sites. 
En effet, pour ces cas limitatifs, la signalétique d'information d'ensemble est considérée en tant que panneaux de « promotion touristique des sites » et non en tant que « modèles » de panneaux,  car les contenus de la Charte signalétique (textes, images, pictogrammes, illustrations, maquettes types…), ont eux été créés pour le compte des communes, établissements publics, parcs naturels... 